# Ungheria ai XV Giochi olimpici invernali
L'Ungheria partecipò ai XV Giochi olimpici invernali, svoltisi a Calgary, Canada, dal 13 al 28 febbraio 1988, con una delegazione di 5 atleti impegnati in tre discipline.